# Changde
Changde (chinesisch 常德, Pinyin Chángdé) ist eine bezirksfreie Stadt in der chinesischen Provinz Hunan.

## Administrative Gliederung
Auf Kreisebene setzt sich Changde aus zwei Stadtbezirken, einer kreisfreien Stadt und sechs Kreisen zusammen. Diese sind (mit Einwohnerzahlen bei der Volkszählung 2020):
- Stadtbezirk Wuling – 武陵区 Wǔlíng Qū, 730.970 Ew.;
- Stadtbezirk Dingcheng – 鼎城区 Dǐngchēng Qū, 738.085 Ew.;
- Stadt Jinshi – 津市市 Jīnshì Shì,  212.739 Ew.;
- Kreis Anxiang – 安乡县 Ānxiāng Xiàn, 427.412 Ew.;
- Kreis Hanshou – 汉寿县 Hànshòu Xiàn, 706.249 Ew.;
- Kreis Li – 澧县 Lǐ Xiàn, 721.927 Ew.;
- Kreis Linli – 临澧县 Línlǐ Xiàn,  373.043 Ew.;
- Kreis Taoyuan – 桃源县 Táoyuán Xiàn, 809.220 Ew.;
- Kreis Shimen – 石门县 Shímén Xiàn, 559.457 Ew.

## Sonstiges
Die Eiserne Sutrasäule in Changde (Changde tiechuang 常德铁幢) steht seit 1982 auf der Liste der Denkmäler der Volksrepublik China.
2016 hat die Stadt Changde in Zusammenarbeit mit der Stadt Hannover ein Viertel in der Stadt errichtet, das der früheren Altstadt Hannovers ähneln soll. Es entsteht eine deutsche Ladenstraße.
Das Viertel wurde am 17. Oktober 2016 offiziell eröffnet, unter Anwesenheit der Bürgermeister Stefan Schostok und Zhou Derui sowie dem städtischen Parteichef Qun Wang.

## Städtepartnerschaften
- Higashiōmi, Japan, seit 1994
- Ipswich, Australien, seit 2011
- Hannover, Deutschland, seit 2016 (Städtefreundschaft)[5]